# Базарсар-е-Лафмеджан
Базарсар-е-Лафмеджан (перс. بازارسرلفمجان) — село в Ірані, у дегестані Лафмеджан, у Центральному бахші, шагрестані Ляхіджан остану Ґілян. За даними перепису 2006 року, його населення становило 382 особи, що проживали у складі 130 сімей.